# Harald Sandberg (konstnär)
Ivar Harald Sandberg, född 13 augusti 1912 i Söderhamn, död 26 augusti 1983 i Stockholm, var en svensk målare, tecknare och grafiker. Han var bror till tidningsmannen Einar Sandberg.
Han var son till köpmannen Johan Edvard Sandberg och Ottolina Gerina Karlsdotter samt från 1944 gift med Eina Hillevi Constance Malmgren. Sandberg utbildade sig först till frisör och kom genom korrespondensstudier och ABF i kontakt med konsten. Sandberg studerade vid Signe Barths målarskola, Grünewalds målarskola 1946, Konstakademins grafiska avdelning 1948, han studerade en kortare tid vid Académie Julien och för André Lhote i Paris samt genom självstudier under resor till bland annat Italien, Schweiz och Spanien. Bland hans offentliga arbeten märks monumentalmålningen Söderhamn förr och nu på Sveabiografen i Söderhamn och oljemålningen Golgata för Ängbykyrkan i Blackeberg. Han blev Ax:son Johnson-stipendiat 1959 och fick Stockholms stads kulturstipendium 1973, Statens konstnärsnämnds stipendium 1977 samt Stockholms kommuns kulturstipendium 1981. Sandberg finns representerad i Gustav VI Adolfs samlingar på Moderna museet, Nationalmuseum, Gävle museum och Hälsinglands museum, Tessininstitutet i Paris samt i Västerås och Solna städers samlingar.
År 2012 utkom boken "Jag blandar solsken i färgen - Harald Sandbergs väg till konsten", med en illustrerad upplaga i januari 2013. Makarna Sandberg är begravda på Skogskyrkogården i Stockholm.

## Separatutställningar
- Stockholm: 1947, 1949, 1955, 1957, 1962, 1964, 1965, 1968
- Galerie S:t Paul: 1970, 1971
- Gallerie Linneus: 1978 och 1980
- Galerie Origo: 1982 och postumt 1984
- Galerie Bruno Bassano i Paris: 1955
- Galerie des Beaux Arts i Paris: 1964.

- Tillsammans med Torsten Föllinger ställde han ut på Sturegalleriet 1956, och han medverkade i Nationalmuseums Unga tecknare 1939–1947, Gävleborgs läns konstförenings höstsalong 1947, Onsdagsgruppens utställningar på Galleri Brinken 1952 och Stockholmssalongerna på Liljevalchs konsthall.

## Om Harald Sandbergs konst
Harald Sandbergs konst består bland annat av porträtt och landskap utförda i pastell, olja, tempera eller akvarell.
- "Harald Sandberg visar prov på en förbluffande auktoritet i framställningen av sina porträtt och landskap."

Paristidningen L'Information vid Paris-debuten på Galerie Bruno Bassano 1955.
- "Hans dukar är genomlysta av ett varmt ljus som her hela hans verk en sober karaktär."

Paristidningen L'Art vid utställningen i Paris 1964
- "...ett övervägande fräscht, levande konstnärskap. Det vilar en blond, ljus, lätt stämning över det mesta han gör...."

Stig Johansson, Svenska Dagbladet.
- "Hans bilder fick mig att minnas det finaste av allt i tillvaron."

Stig Åke Stålnacke, Paletten